# Richia apicalis
Richia apicalis är en fjärilsart som beskrevs av Augustus Radcliffe Grote 1881. Richia apicalis ingår i släktet Richia och familjen nattflyn. Inga underarter finns listade.